# 달랏역
달랏역(베트남어: Ga Đà Lạt)은 베트남 럼동성 달랏 마을에서 운영되는 달랏-탑참선의 노선이다. 1932년 프랑스 건축가 몽셋과 레브롱이 설계했으며, 1938년에 문을 열었다. 베트남 전쟁 말기 철도 운영을 포기한 이후로 거의 사용되지 않았다. 이후 1990년대에 관광명소로 운영되는 짜이맛으로 이어지는 7km 구간을 다시 개통하면서 제한된 수준의 운영을 하고 있다. 달랏역은 건축 양식으로 유명하다. 아르 데코 고유의 요소와 베트남 중부 고원 지방에서 온 까오 응우옌(Cao Nguyen) 공동 주택의 양식이 혼합되어 있다.

## 역사
달랏-탑참선의 건설은 1908년 폴 두메르가 처음 제안한 후 프랑스령 인도차이나 총독이 제안한 지 10년만에 시작되어 단계적으로 진행되었다. 응오안묵 고개(Ngoan Muc Pass)가 중부 고원 지방으로 솟아있는 송파(Sông Pha) 서쪽의 산악 지형의 어려움으로 인해 공사가 느리게 진행되어 여러 개의 랙 철도와 터널을 건설해야 했다. 그 철도는 84km였고, 3개의 랙 레일 구간과 5개의 터널이 있는 구불구불한 길을 따라 거의 1,400m 올라갔다. 철도 선로는 건설이 시작된 후 24년이 지난 1932년 달랏에 도달했다. 당시에는 철도 운영을 관리했던 회사인 SGAI가 운영하는 다른 기차역도 존재했다. 오래된 기차역을 대체하기 위해 새로운 기차역을 설계하고 건설하는 일은 1932년에 레브롱이 디자인한 제안서를 제출한 프랑스 건축가 몽셋과 레브롱에게 주어졌다. 이 새로운 역은 당시 인기 있는 아르 데코 스타일을 따랐다. 그러나 베트남 중부 고원 지방의 까오 응우옌(Cao Nguyen) 공동 주택의 특징을 가지고 있으며, 특히 높고 가파른 지붕이 특징이다. 새로운 역의 건설은 1935년에 시작되었고, 몽셋이 직접 감독했으며 3년 후 1938년에 완공되어 이 지역에 최초로 건립된 식민지 스타일의 건물 중 하나가 되었다.

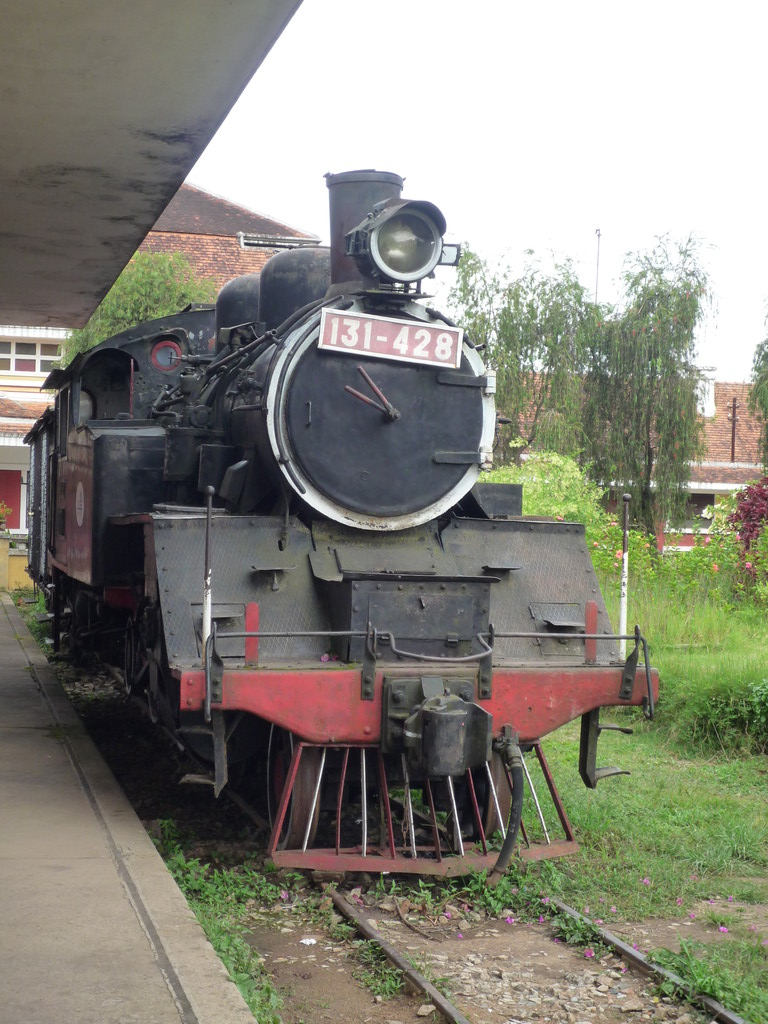
달랏역에 있는 국철 C12형 증기기관차

베트남 전쟁 전체에 걸쳐 달랏-탑참선은 베트남 철도망 전체와 마찬가지로 폭격과 파괴의 대상이었다. 베트콩이 끊임없이 파괴하고, 지뢰를 설치했기 때문에, 이 노선은 1968년에 정기 운행이 끝나면서 점차 사용이 중단되었다. 1975년 4월 사이공의 함락 이후, 본선의 보수에 필요한 자재를 제공하기 위해 철도를 해체하였다. 그러나 1990년대에 달랏 기차역과 인근의 짜이맛 마을 사이의 7km 구간이 복원되어 관광 명소로 활발하게 이용되었다.
2002년 기획 문서에는 승객과 화물 운송을 처리하기 위한 달랏역의 업그레이드를 포함하여 달랏-탑참선 전체의 복원이 달랏과 럼동성의 인프라 개발 우선 순위로 나열되었다. 제안된 리뉴얼 계획은 성 정부와 지방 정부의 지원을 받았으며, 정부는 민간 회사들도 철도 재건에 참여할 수 있다고 밝혔다. 이 프로젝트에는 탑참의 남북선 연결도 포함되어 있으며, 베트남 전쟁 이후 처음으로 달랏과 나머지 국토 간 열차를 순환시킬 수 있는 것이었다. 2009년 12월, 1930년대 달랏-탑참선에 사용된 철도 차량처럼 보이도록 복원한 4대의 철도 차량이 달랏-짜이맛 관광 철도에 사용되었으며 ‘달랏 고원 철도’(Dalat Plateau Rail Road)라는 표지판이 있다.

## 건축

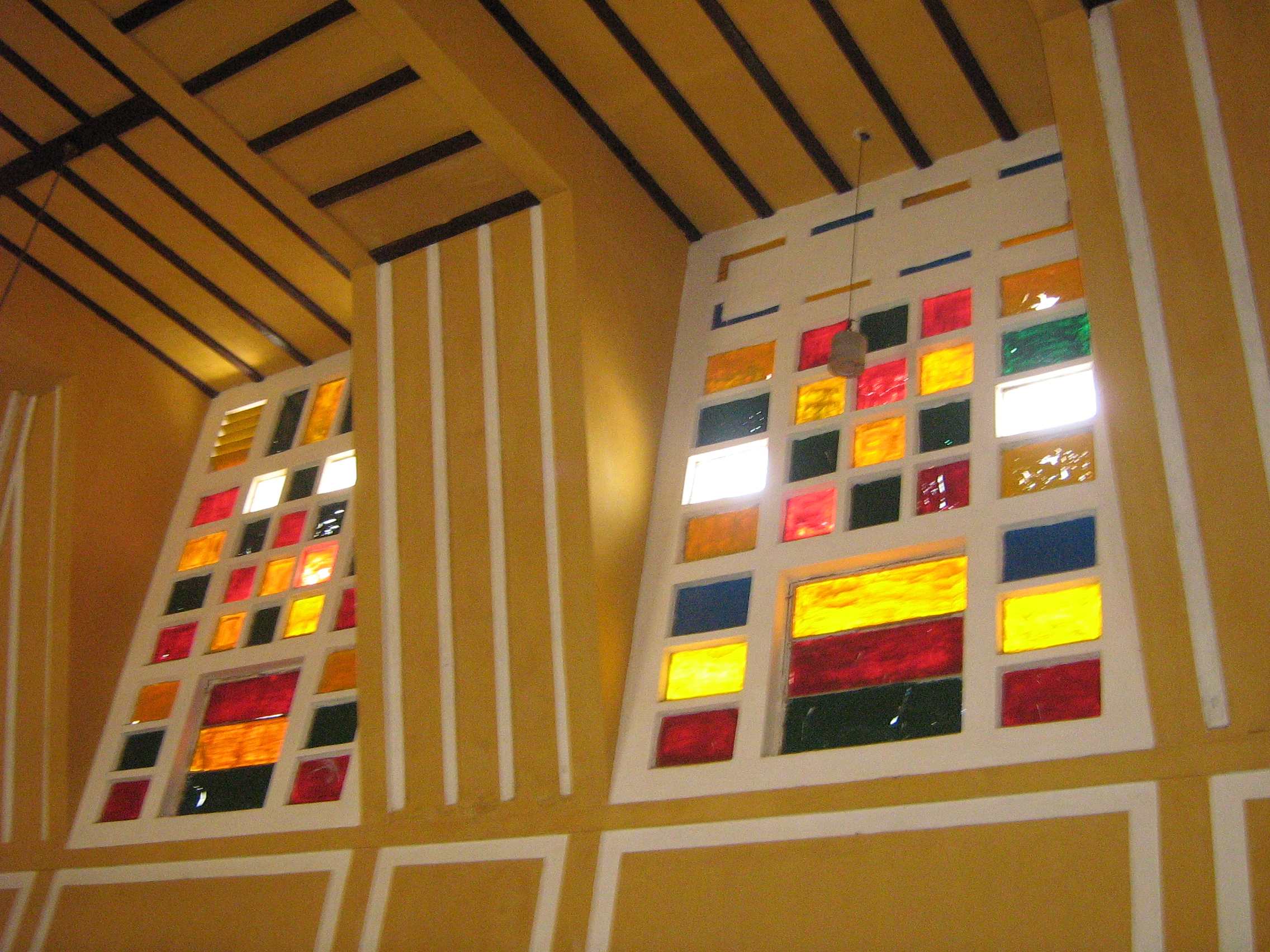
역의 컬러 유리창

1938년에 지어진 달랏 기차역은 프랑스 건축가 몽셋과 레브롱에 의해 아르 데코 건축 양식으로 설계되었지만, 베트남 중부 소수민족의 까오 응우옌 공동 건물의 높은 뾰족한 지붕 특성을 통합했다. 달랏의 상징적인 랑비앙산의 3개의 봉우리를 나타내는 3개의 지붕은 노르망디의 트루빌–도빌 역을 연상시킨다.
각 지붕 아래에는 여러 가지 빛깔의 유리창이 있으며 중앙의 지붕 아래에는 최근에 복원된 큰 시계가 있다. 역 내부에서 높은 지붕은 높은 천장을 만들었다. 역 앞쪽에는 포르트 코셰르(코치 게이트)가 있으며, 각각 12개의 기둥이 2열로 있다. 역의 독특한 디자인은 2001년에 국가 역사 기념물로 인정받았다.

## 같이 보기
- 베트남의 철도